# OpenOffice Calc

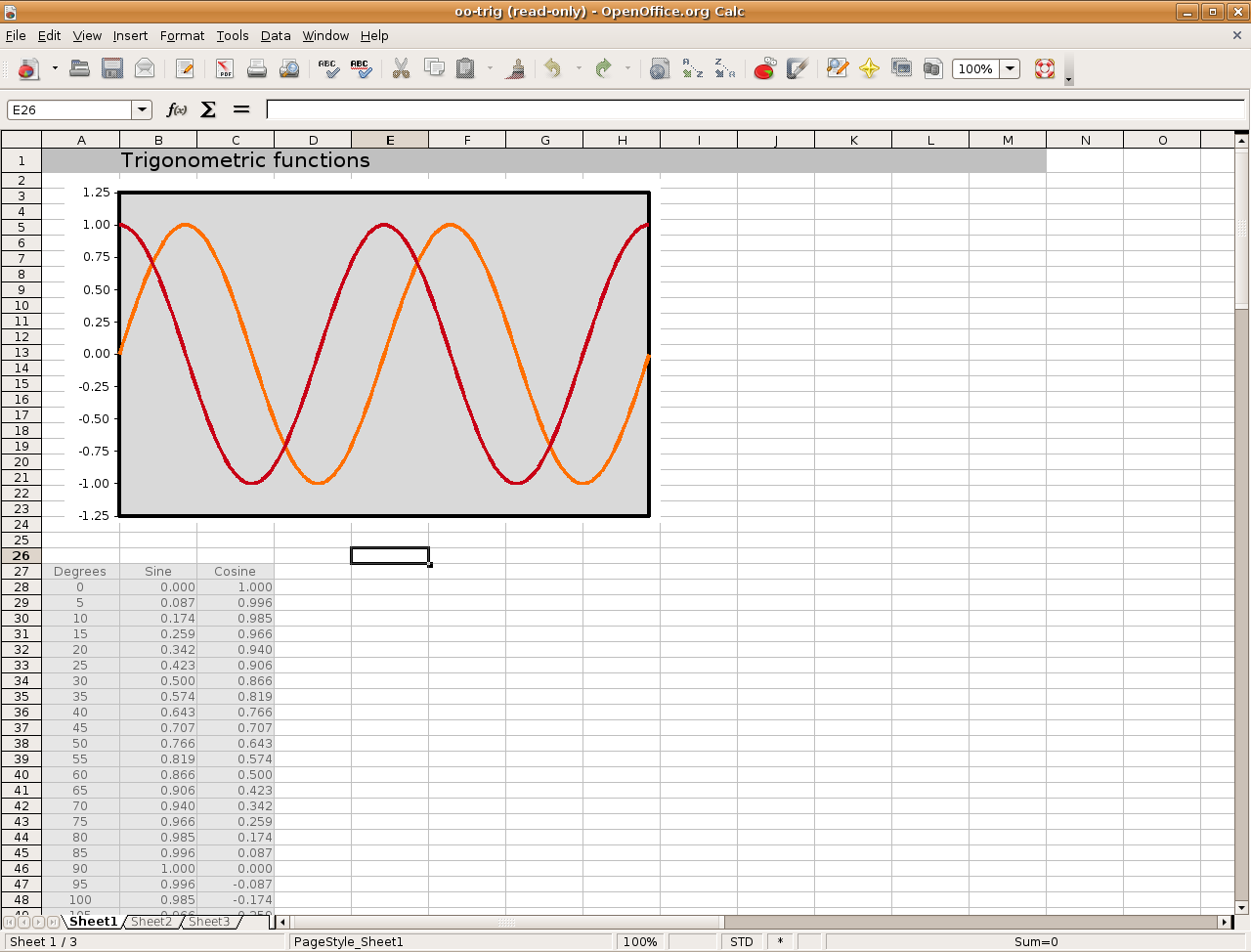
екран OpenOffice.org Calc

OpenOffice Calc — табличний процесор, застосунок з офісного пакету Apache OpenOffice.
Calc за своїми можливостями приблизно відповідає Microsoft Excel та є аналогом LibreOffice Calc, та може відкривати і зберігати файли в форматі MS Excel (.xls). Додатково Calc має низку особливостей, не представлених в MS Excel, наприклад, він має систему, яка автоматично визначає послідовності графіків, побудованих на основі даних користувача. Calc також вміє писати таблиці прямо в форматі PDF.
Форматом по замовчуванню для OpenOffice.org 2.0 Calc може бути встановлений або формат Microsoft Excel, або OASIS Open Document Format (ODF). Додатково Calc підтримує низку інших форматів, зі здатністю читати і писати в них.
Calc може зберігати максимум 65536 рядків та 256 стовпчиків в кожній таблиці, в кожному файлі максимум до 256 таблиць. До версії 2.0 обмеження на кількість рядків становила 32000.
Як і решта застосунків з пакету OpenOffice.org, Calc здатний працювати на різних платформах, включаючи Mac OS X, Microsoft Windows, Linux, FreeBSD та Solaris. Випускається під ліцензією GNU Lesser General Public License, отже Calc є вільним програмним забезпеченням.